# 12 katona
A 12 katona (eredeti cím: 12 Strong) 2018-ban bemutatott amerikai film, amelyet Nicolai Fuglsig rendezett.
A forgatókönyvet Ted Tally és Peter Craig írták. A producerei Jerry Bruckheimer, Molly Smith, Thad Luckinbill és Trent Luckinbill. A főszerepekben Chris Hemsworth, Michael Shannon, Michael Peña, Navid Negahban és Trevante Rhodes láthatók. Zeneszerzője Lorne Balfe. A film gyártója az Alcon Entertainment, a Black Label Media és a Jerry Bruckheimer Films, forgalmazója a Warner Bros. Pictures. Műfaja  akciófilm, háborús film és filmdráma.
Amerikában és 2018. január 19-én, Magyarországon 2018. március 8-án mutatták be a mozikban.

## Cselekmény
2001. szeptember 11-én sosem látott méretű támadás érte az Egyesült Államokat. Egy nap sem kellett hozzá, hogy döntés szülessen az első válaszcsapásról. Egy fiatal, vakmerő, de igazi háborút még sosem látott tiszt (Chris Hemsworth) vezetésével egy elit kommandós egységet dobtak le az afgán hegyek közé. A feladatuk az, hogy eljussanak Mazár-e Sarifba, elfoglalják a várost és elvágják az al-Kaida utánpótlási vonalát.
A helyszínen a kommandósok átmeneti szövetséget kötnek egy helyi hadúrral, aki támogatja őket: lovakat ad nekik a harchoz.
A legmodernebb haditechnikára kiképzett 12 katona attól kezdve lóháton csatázik. Hatalmas túlerő ellen, elképesztő körülmények között küzdenek, de vigyáznak egymásra és a lovaikra: a háború új szabályait tanulják.

## Szereplők
| Szereplő | Színész                | Magyar hang            |
| --- | ---------------------- | ---------------------- |
| Mitch Nelson kapitány | Chris Hemsworth        | Zöld Csaba             |
| Hal Spencer | Michael Shannon        | Fekete Ernő            |
| Sam Diller | Michael Peña           | Csőre Gábor            |
| Dostum tábornok | Navid Negahban         | Sarádi Zsolt           |
| Ben Milo | Trevante Rhodes        | Horváth-Töreki Gergely |
| Mulholland ezredes | William Fichtner       | Epres Attila           |
| Sean Coffers | Geoff Stults           | Király Attila          |
| Vern Michaels | Thad Luckinbill        | Szatory Dávid          |
| Scott Black | Ben O'Toole            | Kovács Lehel           |
| Bill Bennett | Kenny Sheard           | Csík Csaba Krisztián   |
| Fred Falls | Austin Stowell         | Makranczi Zalán        |
| Pat Essex | Austin Hébert          | Maday Gábor            |
| Charles Jones | Jack Kesy              | Sótonyi Gábor          |
| Kevin Jackson | Kenneth Miller         | Mészáros András        |
| Jean Nelson | Elsa Pataky            | Mórocz Adrienn         |
| Bowers alezredes | Rob Riggle             | Kárpáti Levente        |
| Brian | Taylor Sheridan        | Debreczeny Csaba       |
| Ahmed Lal parancsnok | Laith Nakli            | Koncz István           |
| Najeeb | Arshia Mandavi         | Nagy Gereben           |
| Lisa Diller | Lauren Myers           | Ligeti Kovács Judit    |
| Mullah Razzan | Numan Açar             | Varga Tamás            |
| Henriques hadnagy | Veronica Diaz Carranza | Pap Katalin            |
| További magyar hangok |                        |                        |
| Bárány Virág, Bergendi Áron, Fehérváry Márton, Gyurin Zsolt, Hábermann Lívia, Hegedüs Miklós, Kanalas Dániel, Kapácsy Miklós, Kocsis Mariann, Köves Dóra, Mohácsi Nóra, Nádasi Veronika, Nádorfi Krisztina, Németh Gábor, Suhajda Dániel, Szatmári Attila, Szűcs Anna Viola |                        |                        |